# Pio Rajna

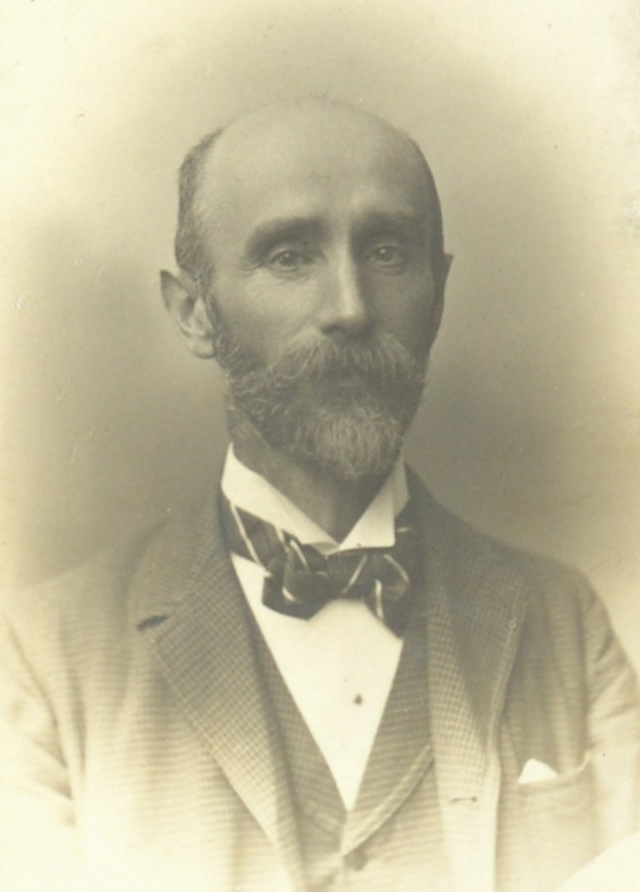
Pio Rajna

Pio Rajna (* 8. Juli 1847 in Sondrio; † 25. November 1930 in Florenz) war ein italienischer Romanist.

## Leben und Werk
Rajna war von 1864 bis 1868 Schüler von Alessandro D’Ancona und Domenico Comparetti (1835–1927) an der Scuola Normale Superiore in Pisa. Von 1868 bis 1872 unterrichtete er lateinische und griechische Literatur am Liceo Muratori in Modena, wurde im September 1872 an das Liceo Parini in Mailand versetzt. Von Graziadio Ascoli vorgeschlagen, lehrte er von 1873 bis 1882 Romanische Philologie an der Accademia scientifico-letteraria di Milano, von 1883 bis 1922 als Nachfolger von Napoleone Caix (1845–1882) am Istituto di Studi Superiori in Florenz. Zu seinen Schülern zählten Ernesto Giacomo Parodi, Giuseppe  Vandelli (1865–1937) und Mario Casella (1886–1956). Rajna war seit 1898 Mitglied der Accademia della Crusca und deren Präsident von 1924 bis zu seinem Tod, korrespondierendes Mitglied der Accademia dei Lincei ab 1887, Vollmitglied ab 1907, sowie seit 1909 korrespondierendes Mitglied der Preußischen Akademie der Wissenschaften, seit 1910 der Göttinger Akademie der Wissenschaften. und seit 1920 der British Academy. 1924 wurde er auswärtiges Mitglied (associé étranger) der Académie des Inscriptions et Belles-Lettres. 1922 wurde er Senator des Königreichs.

1988 wurde in Rom das „Centro Pio Rajna. Centro di studi per la ricerca letteraria, linguistica e filologica“ gegründet, das seit 2002 auch ein Bollettino publiziert.

## Werke (in Auswahl)
- Ricerche intorno ai Reali di Francia, Bologna 1872
- Le fonti dell'Orlando Furioso. Ricerche e studi, Florenz 1875, 2. Auflage 1900, 1975
- Le origini dell'epopea francese, Florenz 1884, 1956 (Friedrich-Diez-Preis, erstmals verliehen)
- (Hrsg.) Il trattato De vulgari eloquentia [von Dante],  Florenz 1896, Mailand 1965
- La materia e la forma della Divina Commedia. I mondi oltraterreni nelle letterature classiche e nelle medievali, hrsg. von Claudia Di Fonzo. Premessa di Francesco Mazzoni, Florenz 1998
- Saggi di filologia e linguistica italiana e romanza, hrsg. von Guido Lucchini. Premessa di Francesco Mazzoni. Introduzione di Cesare Segre, 3 Bde., Rom 1998
- Due scritti inediti. Le leggende epiche dei Longobardi, Storia del romanzo cavalleresco in Italia, hrsg. von Patrizia Gasparini. Premessa di Luciano Formisano, Rom 2004